# Coenotephria
Coenotephria is een geslacht van vlinders van de familie spanners (Geometridae), uit de onderfamilie Larentiinae.

## Soorten
- C. ablutaria (Boisduval, 1840)
- C. achromaria De la Harpe, 1853
- C. adela Butler, 1893
- C. albicoma Inoue, 1954
- C. aleucidia Butler, 1882
- C. ambustaria Leech, 1897
- C. anomala Inoue, 1954
- C. apiciata Staudinger, 1892
- C. apotoma Turner, 1907
- C. approximata Staudinger, 1879
- C. assimilata Walker, 1862
- C. avilaria Reisser, 1936
- C. bellissima Butler, 1893
- C. brevifasciata Warren, 1888
- C. casearia Constant, 1893
- C. ceres Butler, 1882
- C. corticalis Butler, 1882
- C. cylon Druce, 1893
- C. cynthia Butler, 1882
- C. championi Prout, 1926
- C. decipiens Butler, 1882
- C. detritata Staudinger, 1898
- C. diana Butler, 1882
- C. dubia Butler, 1882
- C. egenata Prout, 1914
- C. emilia Butler, 1882
- C. erebearia Leech, 1897
- C. eteocretica Rebel, 1906
- C. flavistrigata Warren, 1888
- C. flexuosa Dognin, 1914
- C. fortificaria Bang-Haas, 1910
- C. homophana Hampson, 1895
- C. homophoeta Prout, 1926
- C. ibericata Staudinger
- C. ignipennis Butler, 1882
- C. impunctata Staudinger, 1879
- C. incultaria Herrich-Schäffer, 1848
- C. juvenilata Zerny, 1933
- C. khorassana Brandt, 1941
- C. lamata Staudinger, 1897
- C. latevittata Turati, 1912
- C. longipennis Brandt, 1941
- C. ludificata Staudinger, 1870
- C. macidata Felder, 1875

- C. malvata Rambur, 1832
- C. mantelorum Hausmann, 1997
- C. mathewi Butler, 1883
- C. microcyma Guest, 1887
- C. misera Butler, 1882
- C. mongoliata Staudinger, 1897
- C. mutabilis Mabille, 1885
- C. nebulata Treitschke, 1828
- C. neogamata Püngeler, 1909
- C. obsoletaria Herrich-Schäffer, 1838
- C. parvularia Leech, 1897
- C. perplexaria Leech, 1897
- C. propagata Christoph, 1893
- C. pseudohalia Butler, 1882
- C. pusilla Butler, 1882
- C. rastremata Treitschke & Krüger, 1936
- C. reclamata Prout, 1914
- C. reisseri Schawerda, 1932
- C. rejectaria Staudinger, 1892
- C. rogata Staudinger, 1892
- C. saidabadi Brandt, 1941
- C. salicata (Denis & Schiffermüller, 1775)
- C. senectaria Herrich-Schäffer, 1851
- C. subochraria Doubleday, 1843
- C. taczanowskiaria Oberthür, 1880
- C. tophaceata (Denis & Schiffermüller, 1775)
- C. triciliata Wiltshire, 1967
- C. umbrifera Butler, 1879
- C. uncinata Guenée, 1858
- C. vartianata Wiltshire, 1970
- C. verberata Scopoli, 1763
- C. viduata Staudinger, 1892